# Frontières (film)
Pour les articles homonymes, voir Frontière (homonymie).
 (décembre 2015).
Si vous disposez d'ouvrages ou d'articles de référence ou si vous connaissez des sites web de qualité traitant du thème abordé ici, merci de compléter l'article en donnant les références utiles à sa vérifiabilité et en les liant à la section « Notes et références ».
Pour plus de détails, voir Fiche technique et Distribution.
Frontières est un film français, réalisé par Mostéfa Djadjam, sorti en 2002. 
Il s'agit de l'histoire de six africains, 5 hommes et une femme qui voyagent du Sénégal au Maroc afin de traverser le détroit de Gibraltar pour passer en Espagne.

## Synopsis
Le film débute avec quatre des personnages principaux—Joe, Sipipi, Kadirou, et Moussa—dans une barque qui les emmène du Sénégal à la Mauritanie. Lorsqu’ils arrivent à un camp, ils rencontrent deux trafiquants et deux autres clandestins, Harvey et un homme plus âgé qu’ils appellent simplement « le marabout ». Le lendemain ils commencent leur traversée du désert dans un pick-up, arrivant finalement à un café dans une espèce de « no man’s land » entre la Mauritanie et l’Algérie. Là, deux nouveaux trafiquants placent les six hommes dans deux camions, dont le premier est un camion réfrigéré plein de poissons. Quand les chauffeurs font un arrêt dans le désert, des policiers descendent dans un hélicoptère et contrôlent les camions mais ne voient pas les clandestins cachés.
Les trafiquants conduisent Joe, Sipipi, Kadirou, Moussa, Harvey, et le marabout un peu plus loin avant de les abandonner au milieu du désert, où Harvey tombe malade et se trouve incapable de continuer. Le groupe de clandestins est retrouvé par les amis du prochain trafiquant qui les emmène au village, où ils rencontrent une clandestine, Amma. Les personnages principaux y détruisent leurs papiers, et le lendemain tous les hommes—sauf le marabout, qui se sépare du groupe et prétend être sous la protection d’un guide divin—et Amma partent dans un camion. Dès leur arrivée au prochain petit village, Harvey tombe encore malade et se retrouve récupéré par la police. Kadirou, ayant volé de l’argent à Harvey, paie un taxi pour l’emmener avec son cousin Moussa à Tanger. Amma, Sipipi, et Joe prennent un bus et puis un train pour finalement arriver à Tanger eux aussi.
À Tanger, les trois amis vont directement vers la mer. Ensuite, ils se trouvent un hôtel où se loger quelques jours. Amma paie son hôtel comme femme de ménage. Joe et Sipipi trouvent une chambre ailleurs. Pour payer leur chambre ils travaillent dans le magasin de tapis du propriétaire. Le lendemain Joe et Sipipi vont dans une église pour trouver de nouveaux habits pour eux et aussi pour Amma. Sipipi et Amma se promènent dans le village, mais comme ils sont des « sans papier », ils doivent rester vigilants.
Quand Sipipi et Joe vont au parc, plusieurs personnes les approchent pour leur expliquer comment traverser de Tanger à l’Espagne. Joe retrouve Moussa et Kadirou en train de vendre des bibelots dans la rue. Du coup, Sipipi leur explique qu’il sait comment traverser en Espagne. Joe et Moussa se rendent plus tard dans un restaurant où ils rencontrent deux étrangers allemands et homosexuels. L’un des deux emmène Sipipi avec lui dans son grand hôtel et quand ce premier va aux toilettes, Sipipi lui vole du Whiskey et de l’argent. 
Ils reçoivent tous des nouvelles du maître de l’hôtel, Selma, qu’ils vont pouvoir partir en Espagne. Sipipi, Joe, et Amma montent dans un bateau, comme au début du film. Le marabout les retrouve dans le bateau pour partir avec eux en Espagne. Pendant le voyage, la police espagnole contrôle le bateau. Plusieurs d’entre eux décident de sauter dans l’eau, y compris Joe qui ne sait pas nager. Le marabout, Amma, et Sipipi restent sur le bateau et sont arrêtés par la police à l’arrivée du bateau en Espagne. Ils arrivent sans leur ami Joe qui s’est noyé. Vanessa, la fiancée de Joe--celle dont il parle tout au long du film sans que l'on puisse vérifier son existence--se retrouve au port pour accueillir son fiancé avec des bagues de mariage mais pour ne trouver que le cadavre de son amant enseveli dans un tissu blanc.

## Fiche technique
- Titre : Frontières
- Réalisation : Mostéfa Djadjam
- Scénario : Mostéfa Djadjam et Agnès de Sacy
- Chef opérateur : Pascal Lagriffoul
- Chef décorateur : Yan Arlaud
- Son : Pierre Lorrain
- Montage : Pauline Dairou
- Musique : René-Marc Bini
- Producteurs Délégués : Aïssa Djabri, Farid Lahouassa et Manuel Munz
- Société de production : Vertigo Productions
- Société de distribution : D'Vision
- Lieux du tournage : Casablanca, Erfoud, Tanger
- Format : couleur - 1,85:1 - 35 mm - Son Dolby SR
- Pays :  France,  Algérie
- Genre : drame
- Durée : 105 minutes
- Date de sortie :
  - France : 13 mars 2002
- Interdit aux moins de 16 ans

## Distribution
- Lou Dante : Sipipi
- Clarisse Luambo : Amma
- Ona Lu Yenke : Joe
- Diouc Koma : Kadirou
- Tadie Tuene : Moussa
- Meyong Békaté : Le marabout
- Delvelin Matthews : Arvey
- Peter Kern :
- Félicia Massoni : Isabelle
- Mustapha Adidou : Aziz
- Magne-Håvard Brekke :
- Ben Aïssa El Jirari : Chauffeur
- Faouzi Saichi :

## Thèmes

### L'eau
L'ultime frontière, image cinématographique récurrente à travers le film. Au début du film, Joe, Moussa, Kadirou, et Sipipi se retrouvent dans un bateau à rames qui les emmène à la Mauritanie du Sénégal. Et puis, en arrivant par train à Tanger, Amma est prise par l’eau de la mer. Elle dit, “C’est fini”, et qu’elle a retrouvé la liberté. À la fin du film, quand les personnages principaux franchissent la frontière de l’Espagne, Joe saute à l’eau et meurt.     

### Les frontières
Les personnages principaux du film passent plusieurs frontières au long de leur voyage: du Sénégal à la Mauritanie, de la Mauritanie en Algérie, et puis de l’Algérie au Maroc. Leur but est de franchir la frontière entre le Maroc et l’Espagne afin d’arriver en Europe. D'autres formes de frontières naturelles, physiques, psychologiques, métaphoriques s'affrontent aux personnages tout au long du film.

### La langue
Les hommes principaux parlent tous le français sauf Harvey, qui parle anglais. Amma parle aussi en arabe. Plusieurs des trafiquants parlent arabe donc il y a de nombreux moments dans le film qui se déroulent dans un mélange d’arabe et de français.

## Distinctions
Le film a remporté un prix au Festival du film francophone de Namur.